# ديريك ريتشاردسون
ديريك ريتشاردسون (بالإنجليزية: Derek Richardson)‏ (و. 1976 – م) هو ممثل، وممثل تلفزيوني، من الولايات المتحدة الأمريكية.

## وصلات خارجية
- ديريك ريتشاردسون على موقع IMDb (الإنجليزية)
- ديريك ريتشاردسون على موقع ألو سيني (الفرنسية)
- ديريك ريتشاردسون على موقع قاعدة بيانات الفيلم (الإنجليزية)